# Mesoleius geniculatus
Mesoleius geniculatus är en stekelart som beskrevs av Holmgren 1857. Mesoleius geniculatus ingår i släktet Mesoleius och familjen brokparasitsteklar. Arten är reproducerande i Sverige. Inga underarter finns listade i Catalogue of Life.